# 天草市

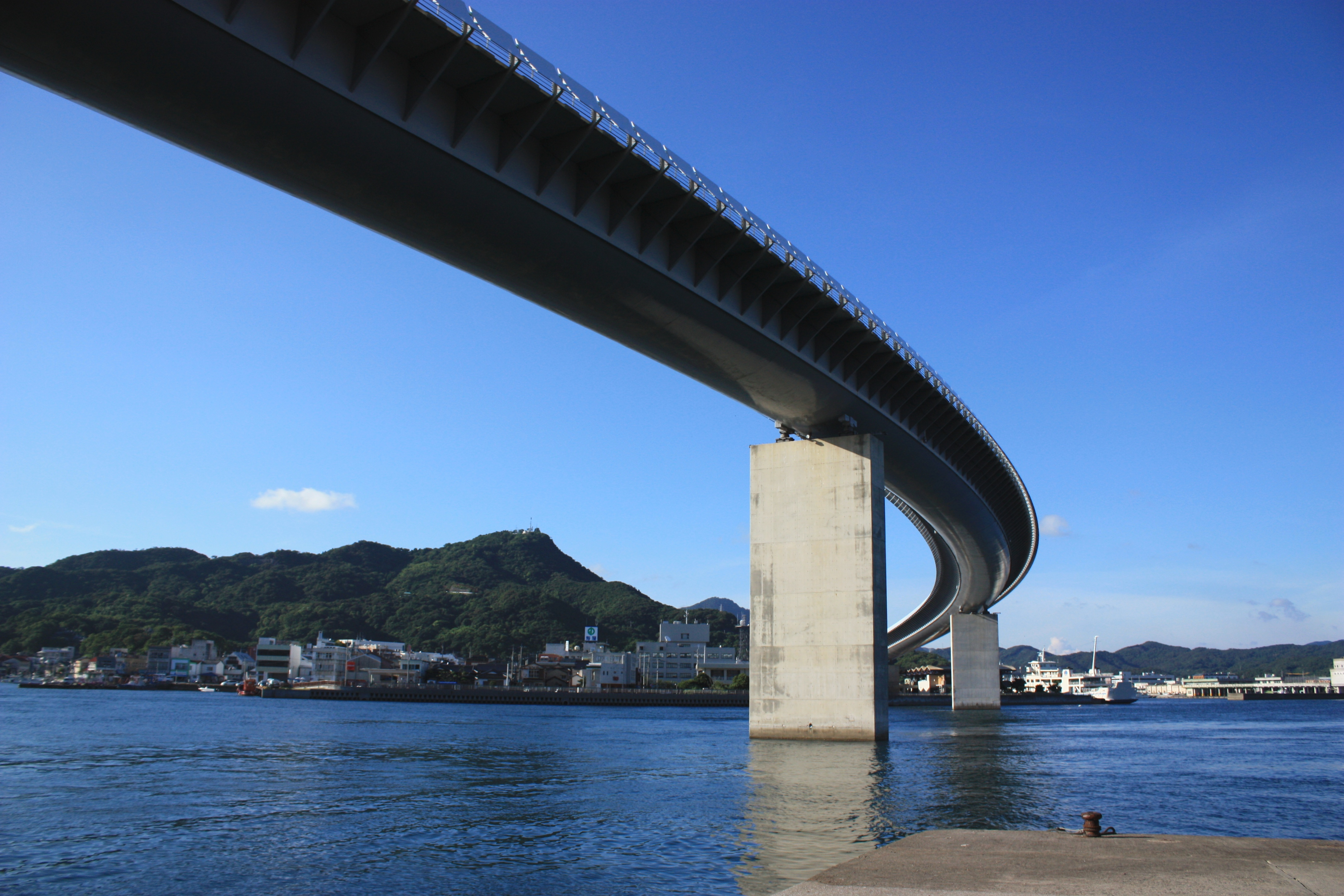
牛深ハイヤ大橋と旧牛深市中心部

天草市（あまくさし）は、熊本県の天草地方にある市。熊本県では熊本市・八代市に次ぎ3番目に人口が多く、沖縄本島を除く全国の離島自治体の中では最も人口が多い。
天草諸島のうち、下島の苓北町以外の区域、上島の上天草市以外の区域および御所浦島などを行政区域とする。2004年度の市内総生産は2545億円。

## 地理

### 有人島
- 天草上島
- 天草下島
- 下須島
- 御所浦島
- 横浦島
- 牧島
- 通詞島
- 横島

下須島と通詞島は、本土（北海道・本州・四国・九州・沖縄本島のいずれか）と橋で繋がっている島の中では、しまなみ海道の島々を除くと、上天草市の樋島と愛媛県の岡村島と並び、本土との間で通過する橋の数が最も多い。
- 下須島（天門橋 - 大矢野橋 - 中の橋 - 前島橋 - 松島橋 - 天草瀬戸大橋 - 牛深ハイヤ大橋/通天橋）
- 通詞島（天門橋 - 大矢野橋 - 中の橋 - 前島橋 - 松島橋 - 天草瀬戸大橋 - 通詞大橋）

### 山
- 千元森嶽
- 次郎丸嶽
- 白嶽
- 鋸岳
- 中岳
- 老岳

- 龍ヶ岳
- 烏ヶ峠
- 念珠岳
- 倉岳
- 矢筈岳
- 染岳

- 帽子岳
- 行人岳
- 角山
- 天竺
- 愛宕山
- 行人岳

- 頭岳
- 古江岳
- 六郎次山
- 権現山
- 遠見山

### 人口
| |                                        |  |
| 天草市と全国の年齢別人口分布（2005年） | 天草市の年齢・男女別人口分布（2005年） |  |
| ■紫色 ― 天草市 ■緑色 ― 日本全国 | ■青色 ― 男性 ■赤色 ― 女性              |  |
| 天草市（に相当する地域）の人口の推移 \| 1970年（昭和45年） \| 127,636人 \| \| \| 1975年（昭和50年） \| 122,513人 \| \| \| 1980年（昭和55年） \| 121,574人 \| \| \| 1985年（昭和60年） \| 118,765人 \| \| \| 1990年（平成2年） \| 112,068人 \| \| \| 1995年（平成7年） \| 107,823人 \| \| \| 2000年（平成12年） \| 102,907人 \| \| \| 2005年（平成17年） \| 96,473人 \| \| \| 2010年（平成22年） \| 89,065人 \| \| \| 2015年（平成27年） \| 82,739人 \| \| \| 2020年（令和2年） \| 75,783人 \| \| |                                        |  |
| 総務省統計局 国勢調査より |                                        |  |
| 1970年（昭和45年） | 127,636人                              |  |
| 1975年（昭和50年） | 122,513人                              |  |
| 1980年（昭和55年） | 121,574人                              |  |
| 1985年（昭和60年） | 118,765人                              |  |
| 1990年（平成2年） | 112,068人                              |  |
| 1995年（平成7年） | 107,823人                              |  |
| 2000年（平成12年） | 102,907人                              |  |
| 2005年（平成17年） | 96,473人                               |  |
| 2010年（平成22年） | 89,065人                               |  |
| 2015年（平成27年） | 82,739人                               |  |
| 2020年（令和2年） | 75,783人                               |  |

### 地名
旧本渡市

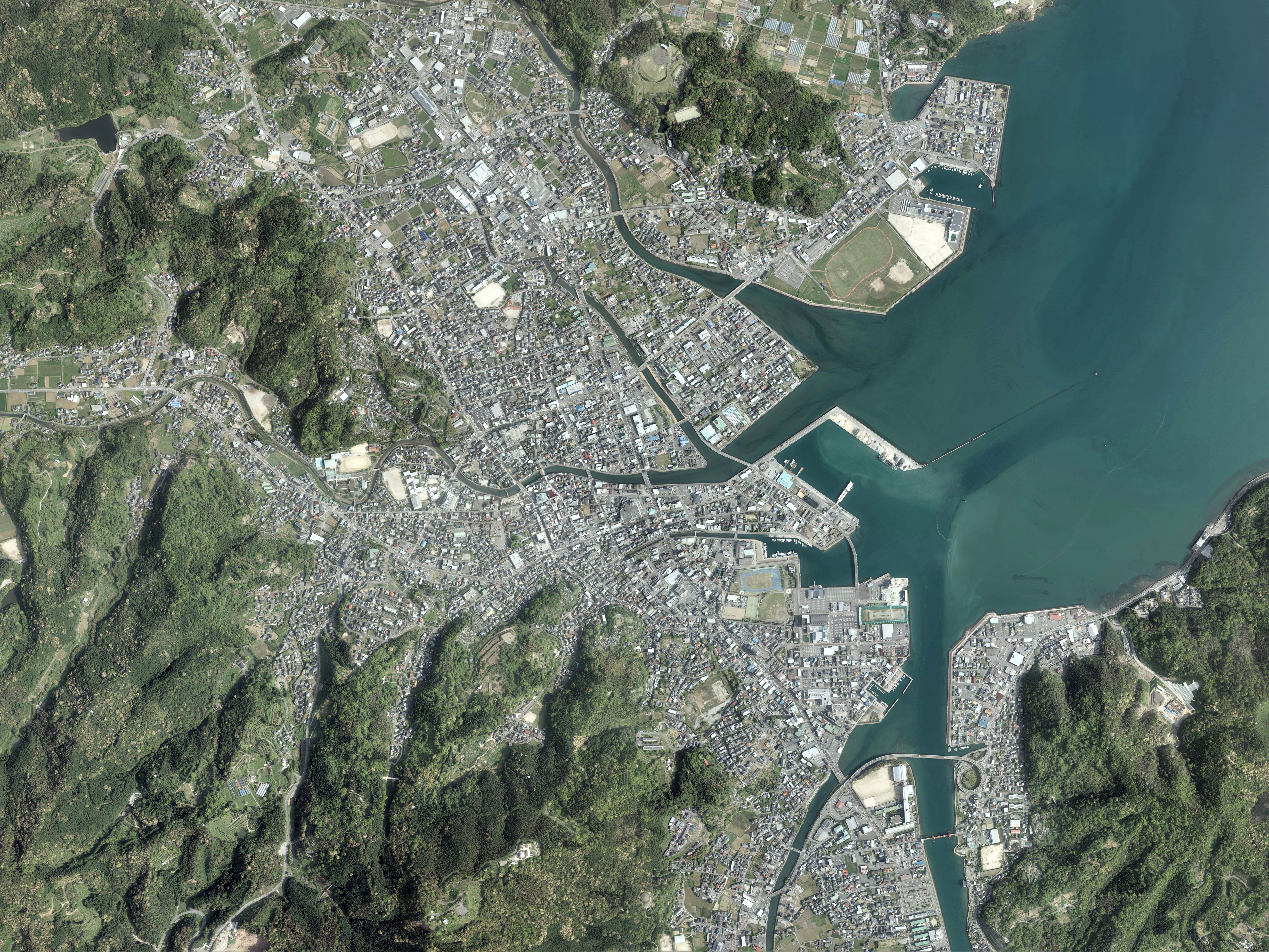
市役所のある本渡地区の空中写真。2016年4月20日撮影の10枚を合成作成。。

合併当時は旧町村名と、大字がある場合は大字を継承した。合併後に住居表示を実施した地区がある。
- 本渡町広瀬
- 本渡町本戸馬場
- 本渡町本渡
- 本渡町本泉
- 本町下河内
- 本町新休
- 本町本
- 亀場町亀川
- 亀場町食場
- 楠浦町
- 佐伊津町
- 志柿町
- 下浦町
- 枦宇土町
- 宮地岳町

本渡市合併と前後して町名設置が行われ始め、天草市合併後まで順次新町が発足している。
- 港町（1955年、本渡町本渡より）
- 太田町（1963年、本渡町本渡より）
- 南新町（1963年、本渡町本渡より）
- 中央新町（1966年、本渡町本渡より）
- 東町（1966年、埋立により）
- 川原町（1967年、本渡町本渡より）
- 栄町（1967年、本渡町本渡より）
- 浄南町（1967年、本渡町本渡より）
- 諏訪町（1967年、本渡町本渡より）
- 古川町（1967年、本渡町本渡より）
- 南町（1967年、本渡町本渡より）
- 今釜新町（1968年、本渡町本戸馬場より）
- 今釜町（1968年、本渡町本戸馬場より）
- 大浜町（1968年、本渡町本戸馬場・本渡より）
- 小松原町（1968年、本渡町本戸馬場・本渡より）
- 城下町（1968年、本渡町本戸馬場・本渡より）
- 浜崎町（1968年、本渡町本戸馬場より）
- 東浜町（1968年、本渡町本渡より）
- 船之尾町（1968年、本渡町本戸馬場・本渡より）
- 瀬戸町（1970年、埋立により）
- 旭町（1972年、埋立により）
- 北浜町（1972年、本渡町広瀬より）
- 川原新町（1985年、本渡町本渡より）
- 山の手町（本渡町本渡より。年不詳）
- 北原町（2007年、本渡町本戸馬場より）
- 中村町（2007年、本渡町本戸馬場より）
- 八幡町（2007年、本渡町本戸馬場より）
- 丸尾町（2007年、本渡町本戸馬場より）

旧牛深市
旧市の町・大字を継承。昭和の大合併では、合併前の町村名をそのまま町名とし、二浦村のみ町の後に大字を続けた。
- 牛深町
- 魚貫町
- 久玉町
- 深海町
- 二浦町亀浦
- 二浦町早浦

有明町
従来の大字の前に「有明町」を冠する。昭和の大合併前は島子村以外大字はなく、旧村名を大字とした。
- 赤崎
- 大浦
- 楠甫
- 上津浦
- 大島子（旧島子村）
- 小島子（旧島子村）
- 下津浦
- 須子

御所浦町
合併前は町内に大字はなかったが、合併時に3大字を新設した。「御所浦町」の後に大字が続く。
- 御所浦
- 横浦
- 牧島

倉岳町
従来の大字の前に「倉岳町」を冠する。昭和の大合併前は大字はなく、旧村名を大字とした。
- 浦
- 棚底
- 宮田

栖本町
従来の大字の前に「栖本町」を冠する。
- 打田
- 河内
- 馬場
- 古江
- 湯船原

新和町
従来の大字の前に「新和町」を冠する。昭和の大合併前は宮地村以外大字はなく、旧村名を大字とした。
- 碇石
- 大多尾
- 中田
- 大宮地（旧宮地村）
- 小宮地（旧宮地村）

五和町
従来の大字の前に「五和町」を冠する。昭和の大合併前は鬼池村・御領村・二江町に大字はなく、旧町村名を大字とした。なお、旧城河原村・手野村は五和町時代は旧来の大字を使用していたが、天草市合併時に旧村名（地区名）を用いた町名が設置された。
- 城河原1丁目（旧城河原村、天草市合併前は城木場）
- 城河原2丁目（旧城河原村、天草市合併前は荒河内）
- 城河原3丁目（旧城河原村、天草市合併前は上野原）
- 手野1丁目（旧手野村、天草市合併前は井手）
- 手野2丁目（旧手野村、天草市合併前は下内野）
- 鬼池
- 御領
- 二江

天草町
従来の大字の前に「天草町」を冠する。
- 大江（旧大江村）
- 大江軍浦（天草市合併時に大江より分立）
- 大江向（天草市合併時に大江より分立）
- 下田北（旧下津深江村→旧下田村北）
- 下田南（旧小田床村→下田村南）
- 高浜北（旧高浜村、天草市合併前は高浜甲）
- 高浜南（旧高浜村、天草市合併前は高浜乙）
- 福連木（旧福連木村）

河浦町
従来の大字の前に「河浦町」を冠する。
- 今田（旧一町田村）
- 河浦（旧一町田村）
- 白木河内（旧一町田村）
- 久留（旧一町田村）
- 今富（旧富津村）
- 崎津（旧富津村）
- 新合（旧新合村）
- 立原（旧新合村）
- 宮野河内（旧宮野河内村）
- 路木（1957年、牛深市二浦町早浦より編入）

### 気候
| 牛深特別地域気象観測所（天草市牛深町、標高3 m）の気候        | 牛深特別地域気象観測所（天草市牛深町、標高3 m）の気候 | 牛深特別地域気象観測所（天草市牛深町、標高3 m）の気候 | 牛深特別地域気象観測所（天草市牛深町、標高3 m）の気候 | 牛深特別地域気象観測所（天草市牛深町、標高3 m）の気候 | 牛深特別地域気象観測所（天草市牛深町、標高3 m）の気候 | 牛深特別地域気象観測所（天草市牛深町、標高3 m）の気候 | 牛深特別地域気象観測所（天草市牛深町、標高3 m）の気候 | 牛深特別地域気象観測所（天草市牛深町、標高3 m）の気候 | 牛深特別地域気象観測所（天草市牛深町、標高3 m）の気候 | 牛深特別地域気象観測所（天草市牛深町、標高3 m）の気候 | 牛深特別地域気象観測所（天草市牛深町、標高3 m）の気候 | 牛深特別地域気象観測所（天草市牛深町、標高3 m）の気候 | 牛深特別地域気象観測所（天草市牛深町、標高3 m）の気候 |
| 月                                                           | 1月                                                   | 2月                                                   | 3月                                                   | 4月                                                   | 5月                                                   | 6月                                                   | 7月                                                   | 8月                                                   | 9月                                                   | 10月                                                  | 11月                                                  | 12月                                                  | 年                                                    |
| ------------------------------------------------------------ | ----------------------------------------------------- | ----------------------------------------------------- | ----------------------------------------------------- | ----------------------------------------------------- | ----------------------------------------------------- | ----------------------------------------------------- | ----------------------------------------------------- | ----------------------------------------------------- | ----------------------------------------------------- | ----------------------------------------------------- | ----------------------------------------------------- | ----------------------------------------------------- | ----------------------------------------------------- |
| 最高気温記録 °C （°F）                                       | 21.8 (71.2)                                           | 23.6 (74.5)                                           | 24.5 (76.1)                                           | 29.2 (84.6)                                           | 31.2 (88.2)                                           | 33.9 (93)                                             | 37.5 (99.5)                                           | 39.6 (103.3)                                          | 37.1 (98.8)                                           | 34.0 (93.2)                                           | 28.2 (82.8)                                           | 24.0 (75.2)                                           | 39.6 (103.3)                                          |
| 平均最高気温 °C （°F）                                       | 11.8 (53.2)                                           | 13.0 (55.4)                                           | 16.1 (61)                                             | 20.3 (68.5)                                           | 24.2 (75.6)                                           | 26.5 (79.7)                                           | 30.4 (86.7)                                           | 32.2 (90)                                             | 29.6 (85.3)                                           | 25.0 (77)                                             | 19.6 (67.3)                                           | 14.2 (57.6)                                           | 21.9 (71.4)                                           |
| 日平均気温 °C （°F）                                         | 8.6 (47.5)                                            | 9.4 (48.9)                                            | 12.2 (54)                                             | 16.3 (61.3)                                           | 20.1 (68.2)                                           | 23.1 (73.6)                                           | 27.0 (80.6)                                           | 28.3 (82.9)                                           | 25.6 (78.1)                                           | 21.1 (70)                                             | 16.0 (60.8)                                           | 10.8 (51.4)                                           | 18.2 (64.8)                                           |
| 平均最低気温 °C （°F）                                       | 5.5 (41.9)                                            | 6.0 (42.8)                                            | 8.6 (47.5)                                            | 12.6 (54.7)                                           | 16.6 (61.9)                                           | 20.5 (68.9)                                           | 24.3 (75.7)                                           | 25.4 (77.7)                                           | 22.7 (72.9)                                           | 17.8 (64)                                             | 12.8 (55)                                             | 7.6 (45.7)                                            | 15.0 (59)                                             |
| 最低気温記録 °C （°F）                                       | −3.4 (25.9)                                           | −3.4 (25.9)                                           | −1.6 (29.1)                                           | 2.0 (35.6)                                            | 9.4 (48.9)                                            | 12.6 (54.7)                                           | 18.0 (64.4)                                           | 18.8 (65.8)                                           | 14.1 (57.4)                                           | 7.4 (45.3)                                            | 2.8 (37)                                              | −1.5 (29.3)                                           | −3.4 (25.9)                                           |
| 降水量 mm （inch）                                           | 79.7 (3.138)                                          | 95.4 (3.756)                                          | 124.7 (4.909)                                         | 158.1 (6.224)                                         | 178.7 (7.035)                                         | 409.6 (16.126)                                        | 348.9 (13.736)                                        | 200.7 (7.902)                                         | 204.0 (8.031)                                         | 96.5 (3.799)                                          | 106.5 (4.193)                                         | 96.4 (3.795)                                          | 2,109.8 (83.063)                                      |
| 平均降水日数 （≥0.5 mm）                                     | 12.1                                                  | 11.4                                                  | 12.2                                                  | 11.1                                                  | 10.5                                                  | 15.6                                                  | 11.6                                                  | 10.6                                                  | 10.7                                                  | 7.6                                                   | 10.0                                                  | 12.0                                                  | 135.3                                                 |
| % 湿度                                                       | 65                                                    | 64                                                    | 66                                                    | 69                                                    | 73                                                    | 82                                                    | 82                                                    | 77                                                    | 73                                                    | 66                                                    | 67                                                    | 65                                                    | 71                                                    |
| 平均月間日照時間                                             | 105.4                                                 | 121.7                                                 | 160.9                                                 | 180.9                                                 | 189.7                                                 | 124.1                                                 | 193.1                                                 | 227.9                                                 | 192.0                                                 | 191.0                                                 | 147.2                                                 | 118.4                                                 | 1,954.5                                               |
| 出典：気象庁（平均値：1991年 - 2020年、極値：1949年 - 現在） |                                                       |                                                       |                                                       |                                                       |                                                       |                                                       |                                                       |                                                       |                                                       |                                                       |                                                       |                                                       |                                                       |

| 本渡（1991年 - 2020年）の気候      | 本渡（1991年 - 2020年）の気候 | 本渡（1991年 - 2020年）の気候 | 本渡（1991年 - 2020年）の気候 | 本渡（1991年 - 2020年）の気候 | 本渡（1991年 - 2020年）の気候 | 本渡（1991年 - 2020年）の気候 | 本渡（1991年 - 2020年）の気候 | 本渡（1991年 - 2020年）の気候 | 本渡（1991年 - 2020年）の気候 | 本渡（1991年 - 2020年）の気候 | 本渡（1991年 - 2020年）の気候 | 本渡（1991年 - 2020年）の気候 | 本渡（1991年 - 2020年）の気候 |
| 月                                 | 1月                           | 2月                           | 3月                           | 4月                           | 5月                           | 6月                           | 7月                           | 8月                           | 9月                           | 10月                          | 11月                          | 12月                          | 年                            |
| ---------------------------------- | ----------------------------- | ----------------------------- | ----------------------------- | ----------------------------- | ----------------------------- | ----------------------------- | ----------------------------- | ----------------------------- | ----------------------------- | ----------------------------- | ----------------------------- | ----------------------------- | ----------------------------- |
| 最高気温記録 °C （°F）             | 22.0 (71.6)                   | 23.2 (73.8)                   | 25.1 (77.2)                   | 29.5 (85.1)                   | 32.6 (90.7)                   | 35.2 (95.4)                   | 37.3 (99.1)                   | 38.1 (100.6)                  | 36.5 (97.7)                   | 33.3 (91.9)                   | 27.9 (82.2)                   | 25.1 (77.2)                   | 38.1 (100.6)                  |
| 平均最高気温 °C （°F）             | 10.7 (51.3)                   | 12.2 (54)                     | 15.5 (59.9)                   | 20.7 (69.3)                   | 25.2 (77.4)                   | 27.3 (81.1)                   | 31.3 (88.3)                   | 32.5 (90.5)                   | 29.1 (84.4)                   | 24.0 (75.2)                   | 18.4 (65.1)                   | 12.9 (55.2)                   | 21.6 (70.9)                   |
| 日平均気温 °C （°F）               | 6.2 (43.2)                    | 7.2 (45)                      | 10.3 (50.5)                   | 14.9 (58.8)                   | 19.2 (66.6)                   | 22.6 (72.7)                   | 26.5 (79.7)                   | 27.3 (81.1)                   | 24.0 (75.2)                   | 18.9 (66)                     | 13.4 (56.1)                   | 8.3 (46.9)                    | 16.6 (61.9)                   |
| 平均最低気温 °C （°F）             | 2.1 (35.8)                    | 2.6 (36.7)                    | 5.3 (41.5)                    | 9.5 (49.1)                    | 14.0 (57.2)                   | 18.8 (65.8)                   | 22.9 (73.2)                   | 23.4 (74.1)                   | 20.2 (68.4)                   | 14.6 (58.3)                   | 9.1 (48.4)                    | 4.1 (39.4)                    | 12.2 (54)                     |
| 最低気温記録 °C （°F）             | −7.0 (19.4)                   | −5.6 (21.9)                   | −3.1 (26.4)                   | 0.4 (32.7)                    | 6.4 (43.5)                    | 10.9 (51.6)                   | 16.6 (61.9)                   | 17.5 (63.5)                   | 11.7 (53.1)                   | 3.4 (38.1)                    | −0.2 (31.6)                   | −3.2 (26.2)                   | −7.0 (19.4)                   |
| 降水量 mm （inch）                 | 83.1 (3.272)                  | 96.1 (3.783)                  | 132.6 (5.22)                  | 157.2 (6.189)                 | 169.9 (6.689)                 | 405.3 (15.957)                | 340.5 (13.406)                | 215.0 (8.465)                 | 195.4 (7.693)                 | 111.9 (4.406)                 | 108.4 (4.268)                 | 91.6 (3.606)                  | 2,106.3 (82.925)              |
| 平均降水日数 （≥1.0 mm）           | 9.9                           | 9.8                           | 10.8                          | 10.2                          | 9.5                           | 15.1                          | 12.3                          | 10.5                          | 10.1                          | 7.1                           | 9.1                           | 9.9                           | 124.0                         |
| 平均月間日照時間                   | 108.8                         | 126.6                         | 163.1                         | 183.7                         | 190.7                         | 119.2                         | 178.2                         | 216.0                         | 179.8                         | 184.3                         | 142.4                         | 120.9                         | 1,915.7                       |
| 出典1：Japan Meteorological Agency |                               |                               |                               |                               |                               |                               |                               |                               |                               |                               |                               |                               |                               |
| 出典2：気象庁                      |                               |                               |                               |                               |                               |                               |                               |                               |                               |                               |                               |                               |                               |

## 歴史
2006年（平成18年）3月27日 - 本渡市、牛深市、天草郡有明町、御所浦町、倉岳町、栖本町、新和町、五和町、天草町、河浦町が合併して天草市が発足。

## 行政

### 歴代市長
| 代     | 氏名     | 就任年月日    | 退任年月日     | 備考       |
| ------ | -------- | ------------- | -------------- | ---------- |
| 初-2代 | 安田公寛 | 2006年4月23日 | 2014年4月10日  | 元本渡市長 |
| 3-4代  | 中村五木 | 2014年4月11日 | 2020年12月31日 | 在職中死去 |
| 5代    | 馬場昭治 | 2021年2月21日 | 現職           |            |

### 姉妹都市・提携都市
国外
- エンシニータス（アメリカ合衆国 カリフォルニア州）

国内
- 浦河町（北海道 日高振興局 浦河郡）
旧河浦町と姉妹都市提携。

## 教育

### 高等学校
- 熊本県立天草高等学校
  - 熊本県立天草高等学校天草西校（2015年閉校）
  - 熊本県立天草高等学校倉岳校
- 熊本県立天草拓心高等学校
  - 熊本県立苓明高等学校（2017年閉校）
- 熊本県立牛深高等学校
  - 熊本県立河浦高等学校（2017年閉校）
- 熊本県立天草工業高等学校
- 熊本県立天草東高等学校（2010年閉校）
- 勇志国際高等学校

### 中学校
- 本渡中学校
- 本渡東中学校
- 稜南中学校
- 牛深中学校
- 牛深東中学校

- 有明中学校
- 御所浦中学校
- 倉岳中学校
- 栖本中学校
- 新和中学校

- 五和中学校
- 天草中学校
- 河浦中学校

### 小学校
- 本渡南小学校
- 本渡北小学校
- 本渡東小学校
- 亀川小学校
- 楠浦小学校
- 本町小学校
- 佐伊津小学校
- 河浦小学校
- 牛深小学校

- 牛深東小学校
- 有明小学校
- 御所浦小学校
- 倉岳小学校
- 栖本小学校
- 新和小学校
- 五和小学校
- 天草小学校

### 幼稚園
公立
- 天草市立本渡北幼稚園
- 天草市立本渡南幼稚園
- 天草市立亀場幼稚園

私立
- 本渡カトリック聖心幼稚園
- 愛隣幼稚園
- 苓陽幼稚園

### 特別支援学校
- 熊本県立天草支援学校

## 交通
市内に鉄道は走っていない。最寄駅は宇城市にあるJR九州三角線の三角駅。JTB時刻表による中心駅は、本渡となっている。

### 空港
- 天草飛行場
  - 天草エアライン（日本航空とコードシェア）
    - 福岡空港
    - 熊本空港
    - 大阪国際空港

### バス路線
- 産交バス
  - あまくさ号（本渡 - 熊本桜町バスターミナル）

本渡バスセンターを中心に、天草各地へ路線バスが発着する。

### 道路
上島と下島とは天草瀬戸大橋（国道266号と324号とが重用）および瀬戸歩道橋でつながっている。
一般国道
- 国道266号
- 国道324号
- 国道389号

主要地方道
- 熊本県道24号本渡下田線
- 熊本県道26号本渡牛深線
- 熊本県道34号松島馬場線
- 熊本県道35号牛深天草線
- 熊本県道44号本渡苓北線
- 熊本県道47号本渡五和線
- 熊本県道59号有明倉岳線

一般県道
- 熊本県道280号新合高浜港線
- 熊本県道281号坂瀬川御領線
- 熊本県道282号河内上津浦港線
- 熊本県道283号下浦馬場線
- 熊本県道284号坂瀬川鬼池港線
- 熊本県道285号宮野河内新合線
- 熊本県道287号大宮地宮地岳線
- 熊本県道288号深海線
- 熊本県道291号宮地岳今田線
- 熊本県道333号龍ヶ岳御所浦線
- 熊本県道334号天草空港線

道の駅
- 有明「リップルランド」
- 天草市イルカセンター
- うしぶか海彩館
- 崎津
- 宮地岳かかしの里

### 航路

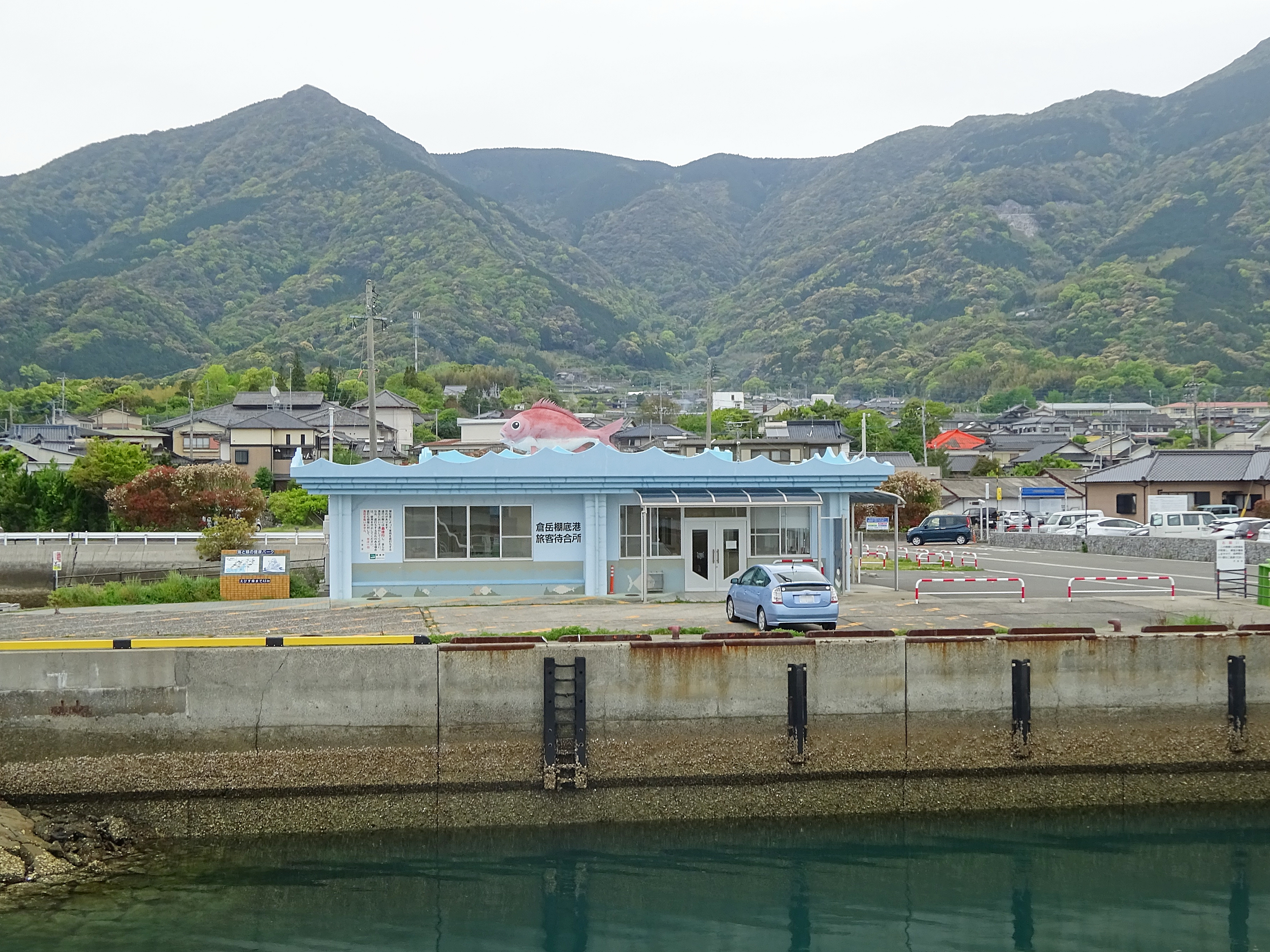
倉岳棚底港待合所（天草市倉岳町）

- 天草宝島ライン（シークルーズ）
本渡港 - 前島（上天草市松島町）- 三角港（宇城市三角町）57分（本渡 - 前島35分、前島 - 三角17分）
- 本渡港 - 熊本港（熊本市）高速旅客船マリンビュー 約75分 熊本フェリー ※平成21年3月31日で航路休止
- 牛深港 - 蔵之元港（鹿児島県出水郡長島町）
- 三角港（宇城市三角町）- 嵐口港 - 御所浦港 - 横浦港 - 与一ヶ浦港 - 棚底港（倉岳町）
- 棚底港 - 与一ヶ浦港 - 横浦港 - 嵐口港 - 御所浦港 - 本渡港
- 本渡港 - 御所浦港 - 水俣港（水俣市）
- 棚底港 - 御所浦港 - 嵐口港 - 与一ヶ浦港 - 横浦港 - 八代港（八代市）
- 御所浦港 - 与一ヶ浦港 - 大道港（上天草市龍ヶ岳町）
- 諸浦港（鹿児島県出水郡長島町）- 片側港（鹿児島県出水郡長島町）- 中田港
- 鬼池港 - 口之津港（長崎県南島原市）

## 施設
国の機関
- 天草海上保安署
- 熊本地方法務局天草支局
- 熊本国税局天草税務署
- 熊本労働局天草労働基準監督署
- 熊本労働局天草公共職業安定所
- 日本年金機構本渡年金事務所
- 気象庁牛深特別地域気象観測所

県の機関
- 天草地域振興局
- 天草警察署
- 牛深警察署

## 名所・旧跡・観光スポット
- 天草いるかワールド
- 十万山
- 本渡城跡
- 殉教公園
- 天草切支丹館
- 遠見番所跡
- 六郎次山
- 牛深ハイヤ大橋
- 四郎ヶ浜ビーチ
- 有明温泉さざ波の湯
- 烏峠展望所
- 御所浦白亜紀資料館
- 花岡山化石採集場
- ニガキ化石公園
- アンモナイト館
- 黒島キャンプ場
- エビスビーチ
- 紅岸寺
- えびす公園
- 大河内六地蔵
- 大河内の梵鐘
- 大河内六十六部塔
- 大河内六十六部塔
- 小ヶ倉観音磨崖碑
- 河内焼窯跡
- 学半舎跡
- 藤かづら
- 馬場の板碑
- 馬場城跡
- 馬場の義民塔
- 馬場の四面地蔵塔

- 山浦観音磨崖碑
- 下ノ門五輪塔
- 平ノ口五輪塔
- 利明寺薬師如来
- 利明寺の梵鐘
- 栖本城跡
- 栖本郡代所跡
- 仏日山円性寺
- 円性寺常夜燈
- 円性寺金剛力士像
- アコウ大樹
- 栖本諏訪神社
- 栖本太鼓踊り
- 永田隆三郎宅跡
- 法界平等碑
- 沖の瀬古墳群
- 下平古墳
- 古江城跡
- いげ神社
- 河童ロマン館（温泉）
- 河童街道
- ひまわり畑
- 竜洞山公園（みどりの村）
- 本渡歴史民俗資料館
- 五輪塔
- 麟仙宮
- 天附古墳
- キリシタン墓碑公園
- イルカウォッチング（鬼池港、二江港）
- 鬼の城公園
- 亀島

- 天神山
- 完全天日塩製塩所
- ソルトファーム
- ユメール（総合交流ターミナル施設）
- 風力発電所
- 大江天主堂
- 下田温泉
- 白鶴浜海水浴場
- 鬼海浦展望所
- 五足の靴文学遊歩道
- 荒尾岳展望所
- 妙見浦
- 大ヶ瀬・小ヶ瀬
- 羊角湾
- 﨑津天主堂
- 天然温泉「愛夢里（あむり）」
- 天草コレジヨ館
- チャペルの鐘展望公園
- 河内浦城跡公園
- 産島
- 天草アーカイブズ
- 長嶋茂雄球場
- 本渡第一映劇（映画館）
- 天草ロザリオ館
- 轟の滝（下津深江川）

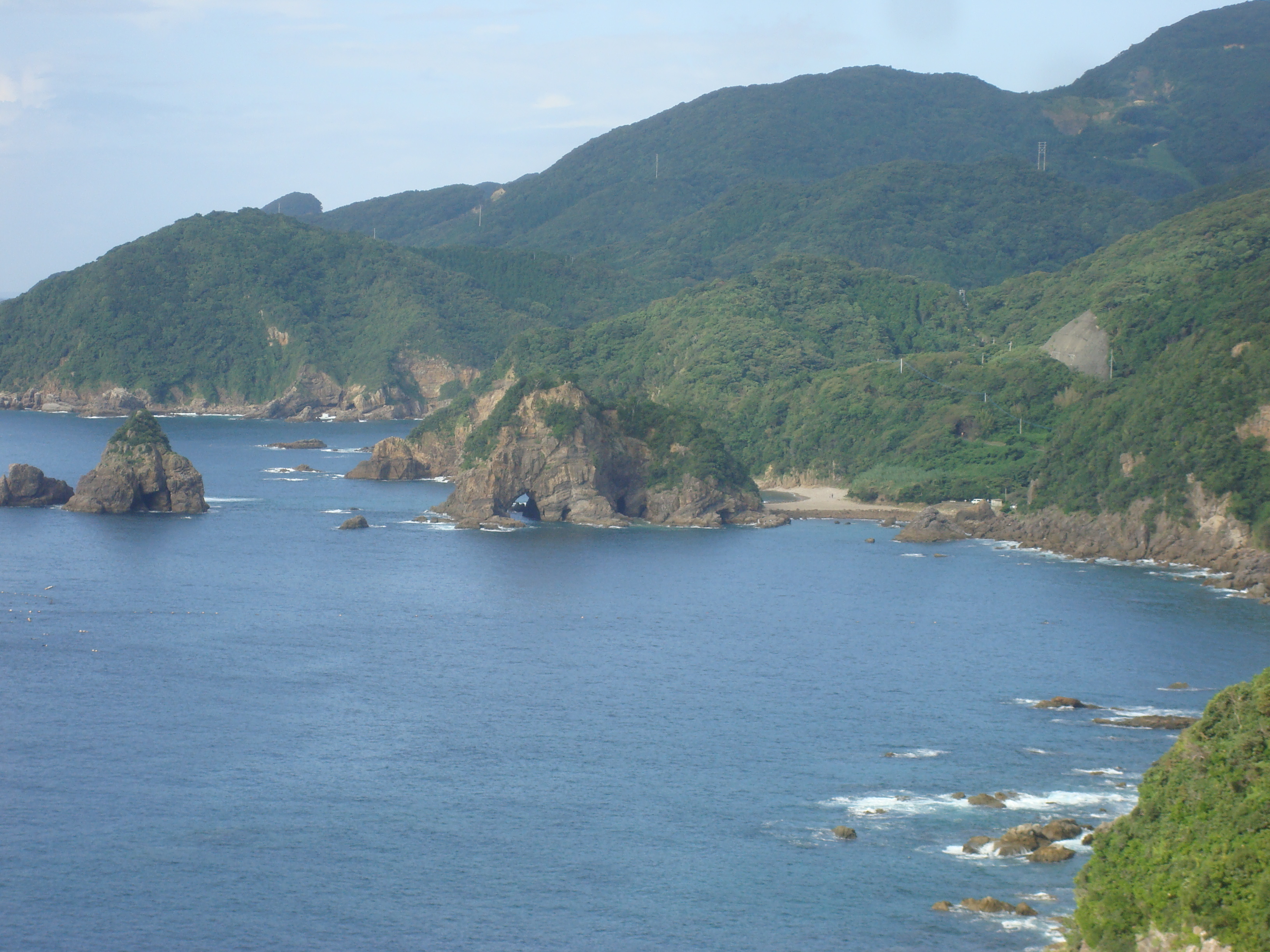
十三仏公園からの妙見浦の風景
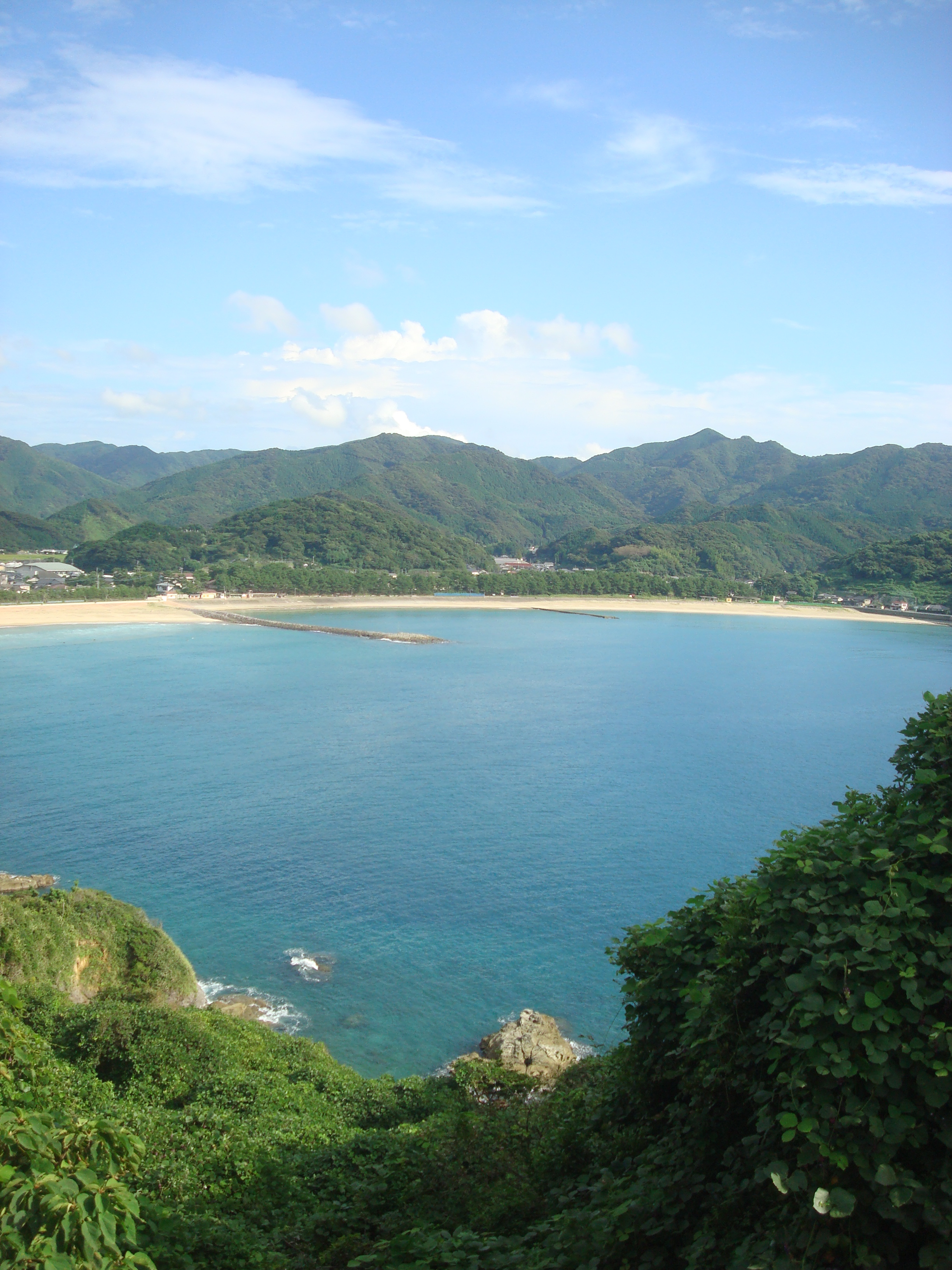
天草町高浜の白鶴浜
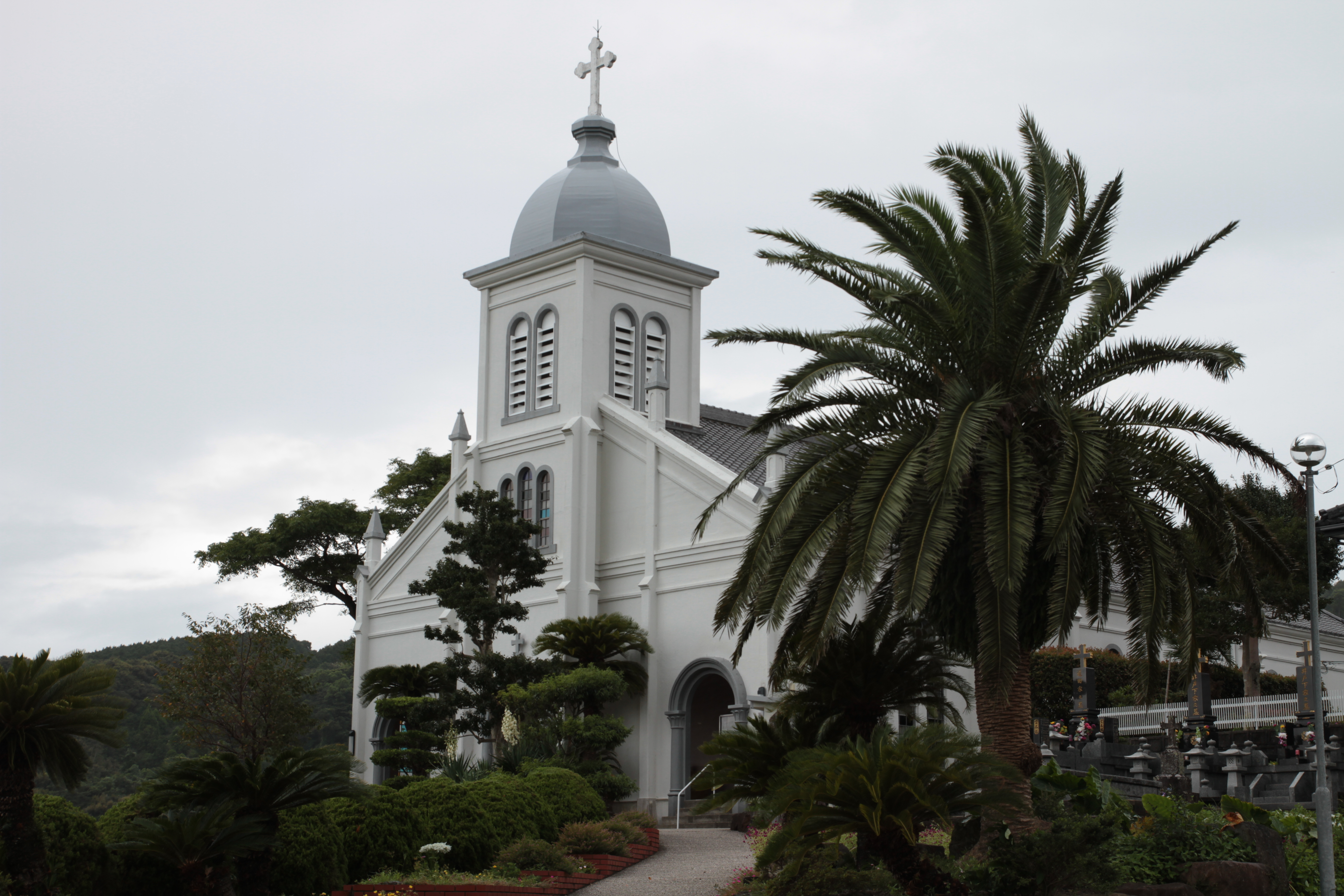
大江天主堂
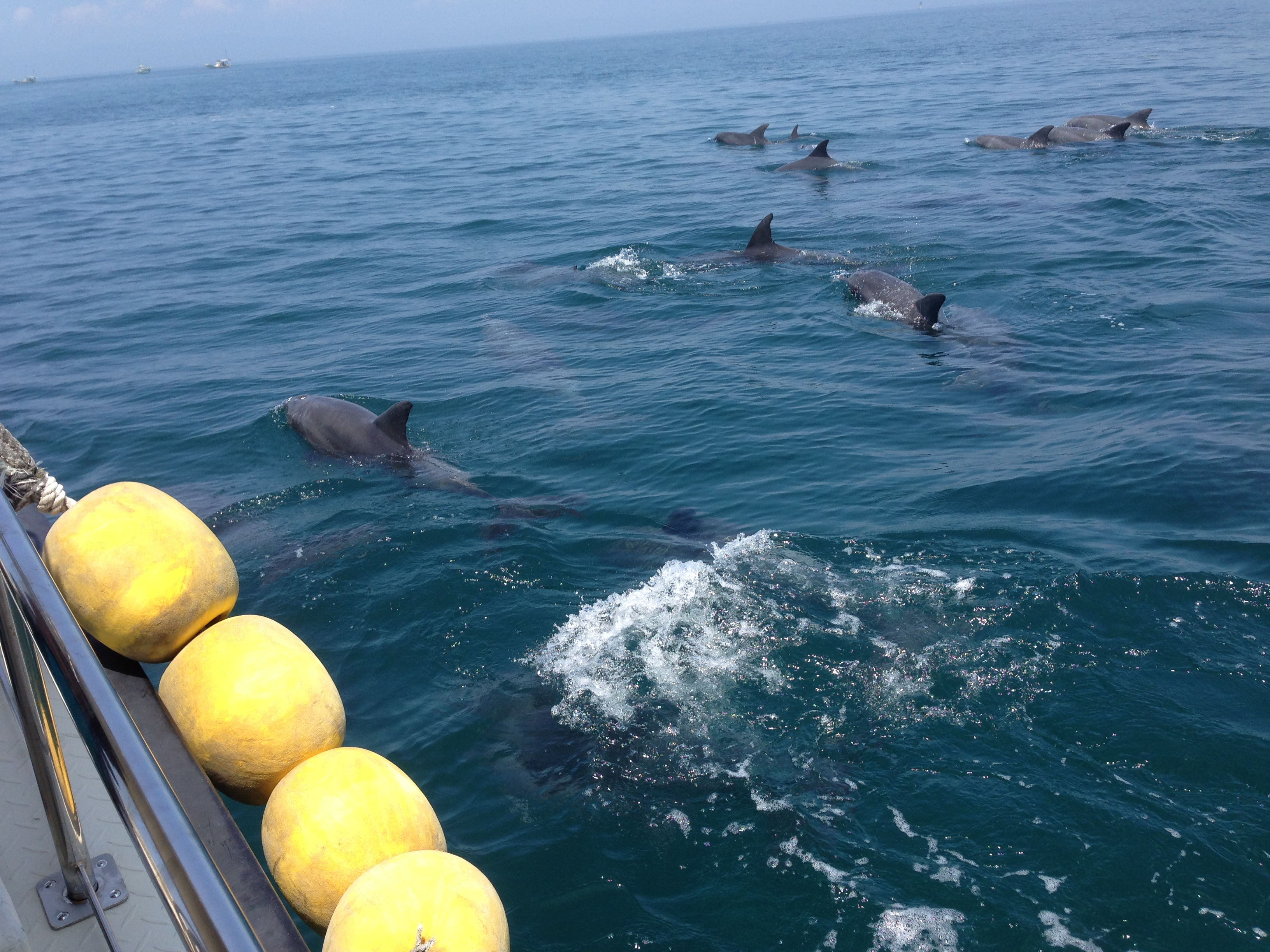
五和町沖でのイルカウォッチング
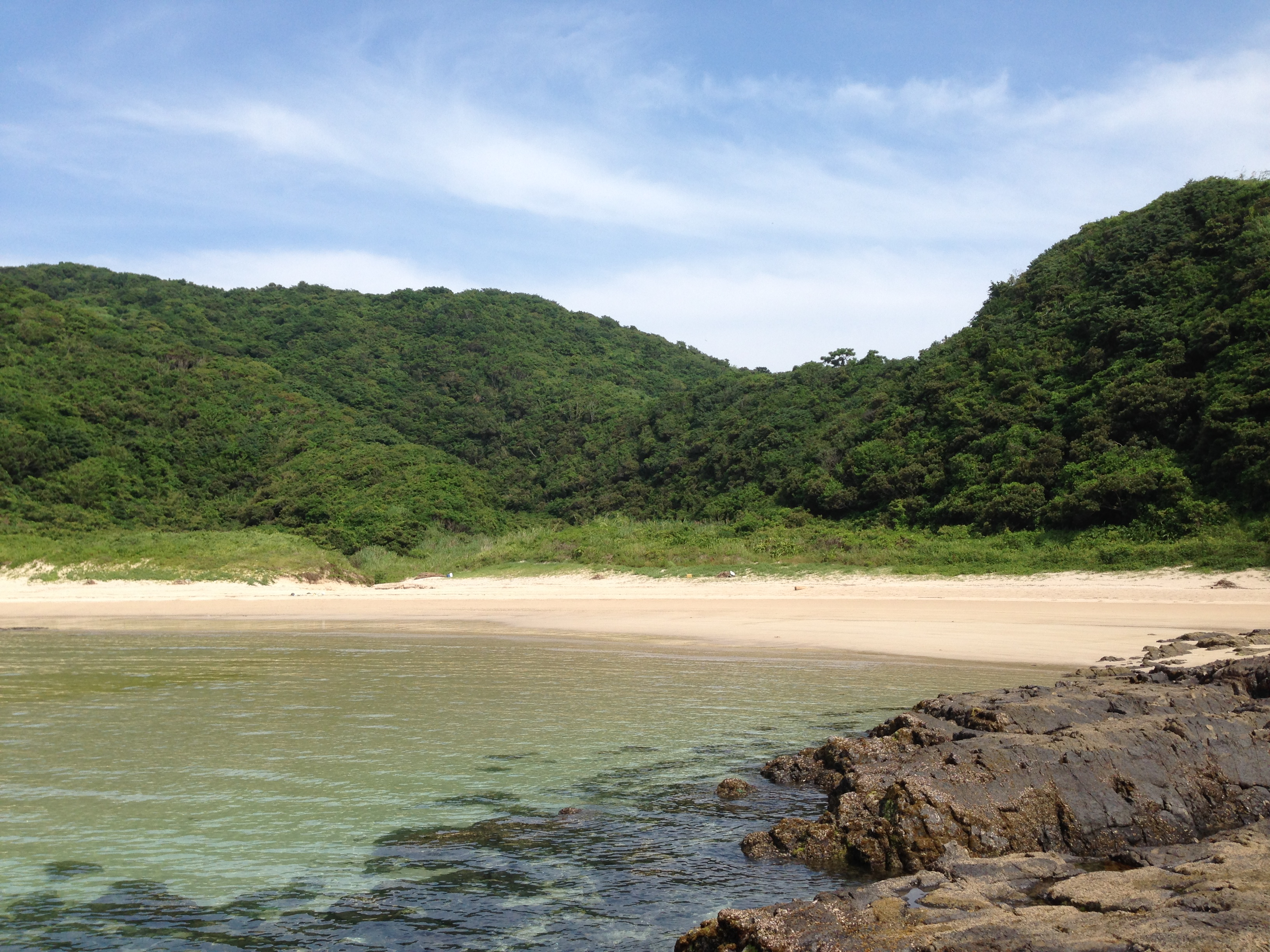
茂串海岸
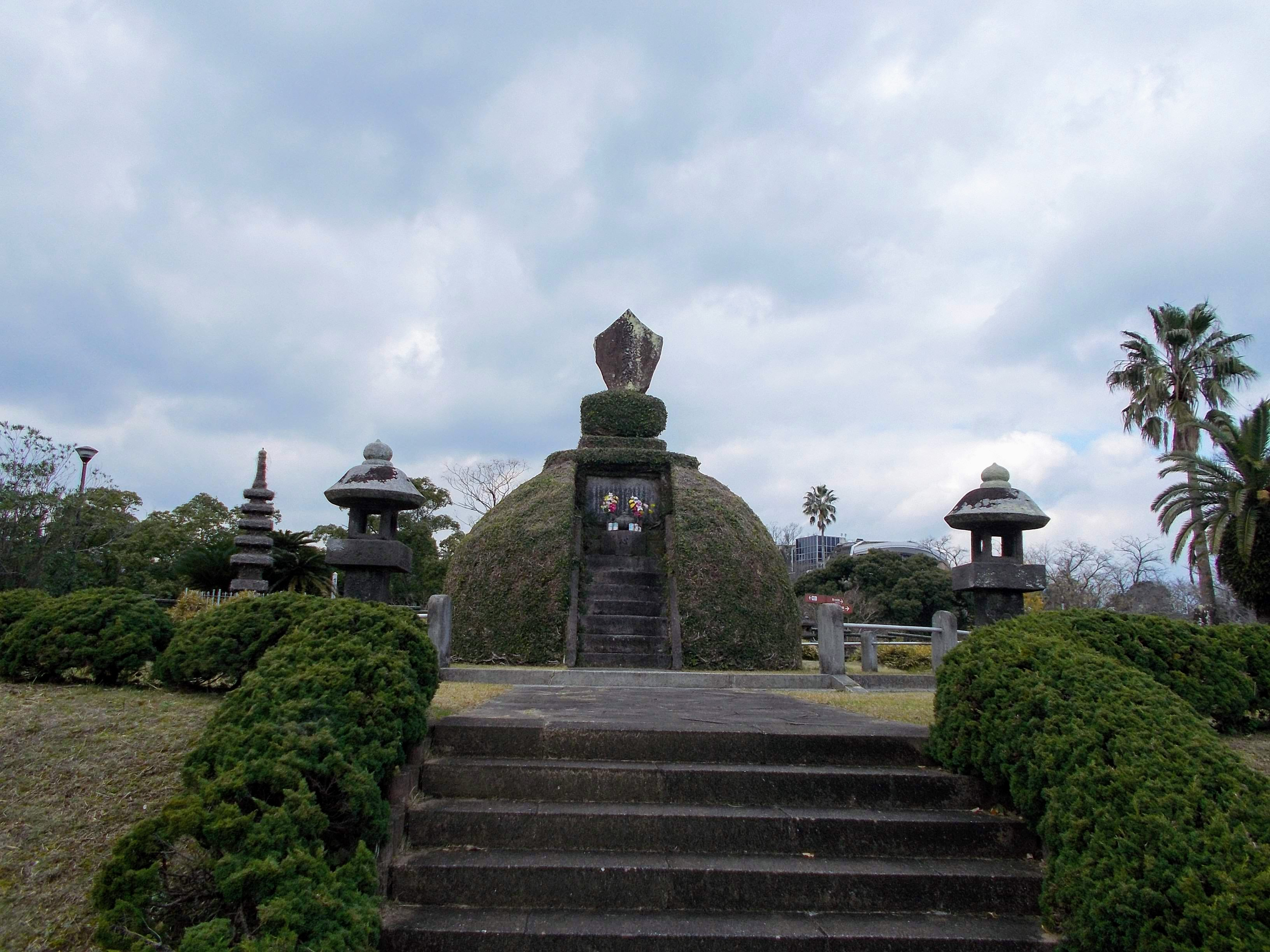
殉教公園

## 祭事・催事
- えびす祭り・えびすマラソン大会（1月10日に近い日曜日）
- 新和町一周駅伝（1月中旬）
- しおさいマラソン大会（2月11日）
- 天草ロードレース（2月中旬）
- 天草下島一周サイクルマラソン（3月上旬）
- あったか天草椿まつり（3月上旬）
- イルカの海開き（3月下旬）
- 御所浦よかとこ祭（4月第1土日）
- 大宮地祇園大祭（4月上旬）
- 牛深ハイヤ祭り（4月）
- 虫追い祭り（4月下旬、新和町内4地区）
- 天草西海岸春の陶器市（5月2日 - 5月7日）
- ジャガジャガ祭（4月27日）
- 下田温泉祭（5月10日 - 11日）
- 竜洞山フェスティバル（5月上旬）
- 海開き釣り大会（6月初旬）
- 天草国際トライアスロン（5月25日）
- 虫追い祭（7月第3日曜日、一町田小学校周辺）
- 天草海辺の達人キャンプ（7月下旬）
- 下田温泉 夏まつり（7月下旬）（下田温泉広場）
- 有明夏祭り「さざ波フェスタ」・花火大会（7月下旬、リップルランド・四郎ヶ浜ビーチ）
- 森のちから海のちからキャンプ（8月上旬）（亀島）
- 教会の見える崎津みなとのフェスティバル（8月6日、崎津漁港周辺）
- 盆踊り（8月盆、市内各地区）
- すもと夏祭り（8月14日）
- 納涼花火大会（8月15日）
- いげ神社祭（9月十五夜の日、いげ神社）
- 五足の靴顕彰全国短歌大会（8月下旬）
- サマーフェスティバル（8月下旬）

- 鬼んピック（8月下旬の日曜日、鬼の城公園）
- 倉岳大えびすタイ釣り選手権大会（8月下旬 - 9月上旬）
- 天草西海岸陶芸まつり（10月上旬）
- お魚釣りING（ツーリング、10月の上旬 - 中旬のうちの日曜日または祝祭日）
- 阿蘇神社例祭・大浦の獅子舞（10月中旬、大浦地区）
- 諏訪神社例祭・上津浦太鼓踊り（10月中旬、上津浦地区）
- 諏訪神社例祭・下津浦太鼓踊り（10月中旬、下津浦地区）
- 諏訪神社例祭・島子太鼓踊り（10月中旬、島子地区）
- 青年団ふるさとの祭典（10月中旬）
- 観月の想い出グラフティー（10月中旬）
- 河内神社秋祭り（10月16日、河内神社）
- 海を渡る祭礼（10月第3土日、上平港 - 産島）
- 大宮地八幡宮大祭（10月第3日曜日）
- 老岳まつり（10月下旬、老岳山頂）
- 海上コテージ釣り大会in河浦町（11月）
- 五足の靴ウォークラリー大会（11月3日）
- 栖本かっぱ祭り（11月6日）
- 福連木子守唄&童謡まつり（11月上旬）
- 栖本例大祭（11月第2日曜日、湯船原地区）
- 大多尾えびす祭り（11月中旬）
- 菅原神社秋の大祭（旧暦9月25日）
- しんわ楊貴妃祭り（11月下旬）
- オレンジマラソン大会（11月23日）
- ふるさと祭り（11月第4日曜日）
- 牛深あかね市（12月第1土日）
- 通詞大橋イルミネーション（12月中旬 - 1月3日）
- 大江冬まつり（12月24日）

## 天草市を舞台とした作品
映画
- 『花咲く港』- 1943年、木下恵介監督。上原謙・水戸光子・笠智衆ら主演。高浜地区の白鶴浜海水浴場などがロケ地となった。
- 『女たちの都〜ワッゲンオッゲン〜』- 牛深地区が舞台。2013年秋公開。

小説・漫画
- 高橋治『うず潮のひと』-  講談社、1987年。
- 『ビッグオーダー』- 2011年11月から『月刊少年エース』連載の漫画。2016年4月からアニメ化。

テレビ番組
- NHK大河ドラマ『武蔵』：牛深地区の茂串海岸が巌流島の決闘のロケ地となった。
- NHK連続テレビ小説『藍より青く』
- NHK『新日本風土記』「天草」（2020年10月9日、NHK-BS）[5]
- NHK『TRUE COLORS（トゥルー カラーズ）』（2025年1月5日 - 3月2日、NHK BS）[6]

## 出身者
公人
- 吉田重延（1909年 - 1989年、政治家）
- 瀬戸山三男（1904年 - 1997年、政治家）
- 園田直（1913年 - 1984年、元外務大臣、厚生大臣、内閣官房長官）
- 園田博之（1942年 - 2018年、政治家）
- 田代由紀男（1916年 - 1997年、政治家）
- 岩崎八男（通産官僚）

文化人
- 角田邦重（法学者、労働法学者、弁護士）
- 堀田龍也（学者）
- 峯陽一（学者）
- 浜名志松（1912年 - 2009年、研究家）
- 石牟礼道子（1927年 - 2018年、作家）
- 田中芳樹（作家）
- 小山薫堂（放送作家）
- 横手美智子（脚本家）
- 横山龍太（放送作家、演出家）
- 中ノ尾恵（漫画家）
- 鶴田一郎（イラストレーター）
- 清水真理（人形作家）
- 播正ますみ（人形作家）

芸能人
- 友田ジュン（ミュージシャン、DEZOLVEメンバー、エドガー・サリヴァン元メンバー）
- 福島善成（お笑い芸人、ガリットチュウボケ担当）
- プー&ムー（漫才コンビ：おたこぷー・おさむ）
- 堀田眞三（俳優）
- 荒木健太朗（俳優）
- 夏生さち（女優）
- 森喜行（俳優）[7]
- 天草二郎（演歌歌手）
- 原田悠里（演歌歌手）
- 山作戰（ミュージシャン）
- 吉田ミカ（マリンバ奏者）
- WANIMA （ロックバンド）- 3人のメンバー中KENTAとKO-SHINの2人が天草市出身。

マスコミ
- 尾谷いずみ（テレビ熊本アナウンサー）
- 河合麗子（熊本県民テレビ元アナウンサー）

スポーツ選手
- 高波文一（プロ野球選手）
- 山中浩史（プロ野球選手）
- 濱口純一（バレーボール選手・指導者）
- 昭光徳昭（大相撲力士）
- 花龍真吾（大相撲力士）
- 栃光正之（大相撲力士）
- 北勝光康仁（大相撲力士）
- 池田大輔（プロレスラー）
- 秋本勝則（柔道選手）
- 浦田春生（陸上競技選手、バルセロナオリンピック日本代表）
- 濱田淳（陸上競技選手）

その他
- 田中浩二（実業家）
- 原田永之助（1892年 - 1946年、眼科医）
- 天草四郎（島原の乱の最高指導者、時貞）

### ゆかりのある人物
- 多田行綱（平安時代末期の武将。墓の所在地）
- ルイス・デ・アルメイダ（死没地）
- フレデリック・ガルニエ（司祭としての赴任地・死没地）
- 吉本隆明（思想家、詩人、評論家。父の実家が天草市）
- 蛭子能収（漫画家。旧牛深市生まれ、出身は長崎市としている）
- 高浜寛（漫画家。天草生まれ）
- 中嶋勝彦（プロレスラー。母が旧牛深市出身）

架空の人物
- 星宮エイジ（『ビッグオーダー』主人公）